# Boeing E-4
Boeing E-4, текущая модель Boeing E-4B «Nightwatch»; также известные, как NEACP (англ. National Emergency Airborne Command Post), произносится как [niːkæp], а с 1994 получившие второе название NAOC (англ. National Airborne Operations Center) — воздушные командные пункты (ВКП). E-4B называют «самолётами судного дня», или «конца света». Они предназначены для президента, министра обороны и других членов высшего военного руководства США на случай начала ядерной войны, если наземные структуры управления будут разрушены или повреждены.
«Апокалиптические машины» могут находиться в полёте целую неделю при условии воздушной дозаправки. Всё оборудование на борту защищено от поражающих факторов ядерного взрыва. Каждая машина способна поднять в воздух сотню человек.
Один из четырёх E-4B всегда полностью готов к вылету в течение нескольких минут. Во время зарубежных поездок президента «самолёт судного дня» сопровождает его, как и адъютант с «ядерным чемоданчиком». На случай, если глава государства или руководитель Пентагона гибнут, предусмотрен сценарий мгновенной передачи командования войсками другому высокопоставленному лицу.
Разговорное название E-4B в США — «doomsday planes» (самолёты конца света). Четыре самолёта состоят на вооружении ВВС США (USAF) и приписаны к 1-й эскадрилье (Squadron) (1ACCS) 55-го авиакрыла на базе «Оффатт», Небраска. Экипажи и наземное обслуживание E-4B входят в Боевое авиационное командование (Air Combat Command) ВВС США, которое взаимодействует с Стратегическим Командованием США USSTRATCOM.
Назначение NEACP и NAOC отличается от назначения похожих воздушных командных пунктов программ Looking Glass (ABNCP) и TACAMO.
- Самолёты — ВКП E-4B NEACP и NAOC предназначены для высшего политического и военного руководства США — президента, министра обороны, других лиц, принимающих решения.
- Самолёты — ВКП E-6B, одновременно выполняющие функции программ Looking Glass[англ.] (ABNCP) и TACAMO, предназначены для высших офицеров вооружённых сил США — Стратегического командования США USSTRATCOM и других командований. Они обеспечивают военное управление и связь со стратегической триадой США: установками МБР, подлодками с БРПЛ и бомбардировщиками и передачу на них приказов принятых политическим руководством США.
  - В качестве самолётов TACAMO до середины 1980 годов использовались EC-130,
  - В качестве самолётов Looking Glass[англ.] (ABNCP) до середины 1990 годов использовались EC-135.

## Аэродинамическая схема
- четырёхмоторный турбовентиляторный низкоплан со стреловидным крылом и однокилевым оперением.

## Конструкция самолёта
E-4B имеет три палубы:

### Верхняя палуба
Верхняя палуба находится над средней в надстройке в передней части фюзеляжа, где у обычных Boeing 747 находятся кабина экипажа и верхний салон.

#### Кабина экипажа
Кабина экипажа включает в себя рабочие места командира экипажа, второго пилота, штурмана и бортинженера.

#### Зона отдыха верхней палубы
Позади кабины экипажа расположены место отдыха и спальные места для лётного состава и других членов команды.

### Средняя палуба
Средняя палуба расположена на месте основного пассажирского салона Boeing 747.

#### Передняя зона
В передней зоне находятся кухня, лестницы на верхнюю палубу, на нижнюю палубу в переднюю техническую зону. Там установлены холодильники, морозильники, запасы продуктов, плиты и микроволновки, которые позволяют обеспечить горячим питанием всех членов команды в длительных многодневных полётах с дозаправками в воздухе. С левой стороны передней зоны имеются четыре места для стюардов и службы безопасности.

#### Зона NCA
За передней зоной следует зона NCA (National Command Authority) которая служит для работы и отдыха президента США, министра обороны или лиц, которые в случае необходимости заменят их согласно закону. Она включает в себя рабочую зону, зону отдыха, спальные места, комнату для переодеваний. Телефонное оборудование позволяет установить надёжную и защищённую связь с помощью систем самолёта с любыми структурами управления и главами других государств.

#### Комната совещаний командования (NCA)
В комнате совещаний командования имеется стол для совещаний, три кресла для представителей командования (NCA), восемнадцать дополнительных кресел, кафедра и два проекционных экрана.

#### Зона коммуникаций и связи
Зона коммуникаций и связи делится на зоны голосовой связи и передачи данных. Зона голосовой связи, расположенная справа, состоит из рабочих мест оператора радиосвязи, оператора полуавтоматического коммутатора и офицера связи. Зона передачи данных расположена слева.

#### Зона авиационного оборудования
Зона авиационного оборудования содержит электрооборудование для питания систем самолёта, полётную авионику, кислородное оборудование, места хранения багажа и запчастей.

#### Комната совещаний и проекционная
Комната совещаний представляет собой защищённую зону для секретных совещаний. В ней установлены стол совещаний и девять кресел. В конце комнаты совещаний имеется проекционная, обеспечивающая отображение компьютерной графики, 35-мм слайдов на экранах в комнате совещаний и в комнате совещаний командования (NCA) .

#### Зона operations team
За проекционной расположена зона рабочих мест «operations team», содержащая 29 рабочих мест, оборудование обработки данных. Рабочие места обеспечивают доступ к данным, телефонным и радио каналам голосовой связи, прямым («hot») линиям связи, внутренней связи операторов и командования. Имеется звукозаписывающая аппаратура.

#### Контрольная зона
В хвостовой части кабины расположена контрольная зона, делящаяся на техническую контрольную зону и зону отдыха средней палубы.

#### Техническая контрольная зона
В левой передней части пространства контрольной зоны находятся коммутатор, системы спутниковой связи SHF SATCOM, другое оборудование.

#### Зона отдыха средней палубы
В оставшемся пространстве контрольной зоны находится место отдыха и спальные места для лётного состава, и других членов команды.

### Нижняя палуба

#### Нижняя передняя техническая зона
В нижней передней технической зоне установлены баки с водой, 1200-кВ·А электрооборудование, понижающие трансформаторы, сверхнизкочастотные передатчики, оборудование космической связи SHF SATCOM. В передней части нижней технической зоны справа у наружных дверей установлены электрические подъёмные трапы для входа и выхода из самолёта на землю.

#### Нижняя задняя техническая зона
В задней технической зоне имеется рабочее место оператора и другое оборудование для связи с командным пунктом Пентагона.

#### Зона буксируемой антенны
Зона буксируемой антенны содержит катушку 8-километровой буксируемой сверхдлинноволновой антенны для связи с подводными лодками, рабочее место оператора с приборами управления выпуском и втягиванием антенны и индикации состояния антенны.

## История службы самолётов
Первые три E-4A построены на основе планера Boeing 747—200 на заводе Boeing в 1974—1978 гг. В 1979 году был построен модернизированный E-4B. Внешне он отличался наличием большого обтекателя, закрывавшего антенны спутниковой связи сверху фюзеляжа над верхней палубой. В 1980 году все три E-4A были модернизированы и стали называться E-4B. Всё оборудование самолёта имеет защиту от электромагнитного импульса (ЭМИ) ядерного взрыва. Имеется система фильтрации от радиоактивной пыли в системах забора и кондиционирования забортного воздуха для вентиляции кабины и отсеков.
Цена самолёта составила 250 миллионов долларов США и E-4B оказался на втором месте среди самых дорогих самолётов (первое место позже занял B-2 Spirit — 2 миллиарда 200 миллионов долларов США за один самолёт). Экипаж каждого самолёта составляет от 60 до 114 человек и превосходит по численности экипажи любых других самолётов ВВС США.
На самолёте установлено оборудование для приёма топлива от самолётов-заправщиков. С периодическими дозаправками в воздухе самолёт может находиться в воздухе неделю (возможно, что и больше). Срок его дежурства в воздухе ограничивается только рабочим сроком службы масла в маслосистемах двигателей. Для полной дозаправки E-4B в воздухе нужны два полностью заправленных самолёта-заправщика KC-135.
Изначально самолёты E-4B базировались на авиабазе Эндрюс в штате Мэриленд недалеко от Вашингтона рядом с самолётами, играющими роль «борта номер один», используемыми для обычных перелётов президентов США. Позднее они были переведены на авиабазу Оффатт, Небраска. До 1994 года все E-4B находились на авиабазе Эндрюс всё время на случай возникновения мирового кризиса, при котором они могли понадобиться президенту США и другим членам руководства. В 1994 году президент Клинтон распорядился перевести самолёты E-4B на авиабазу Оффатт, дежурные самолёты и экипажи продолжили нести службу на авиабазах Эндрюс и Райт-Паттерсон. В настоящее время один из E-4B всегда находится на дежурстве и готов ко взлёту.
После строительства и принятия на службу в ВВС США VC-25 (специальных самолётов на базе Boeing 747—200 для обычных поездок президентов США, летающих с кодом Air Force One) и концом холодной войны значение NEACP E-4B снизилось. В 1994 году самолёты NEACP получили второе название NAOC и были оснащены для выполнения новой задачи: доставки служащих Федерального агентства по управлению в чрезвычайных ситуациях (Federal Emergency Management Agency) и использования самолётов в качестве временных командных пунктов на аэродромах в зонах стихийных бедствий и беспорядков.
Вступив в должность министра обороны США Дональд Рамсфелд часто использовал E-4B, в том числе и для визитов в зарубежные страны. Не менее 60 членов команды E-4B сопровождали его в этих поездках.

### Ночной дозор
Название «Nightwatch» (ночной дозор) было дано самолётам E-4B первым командиром эскадрильи в честь дозора народной стражи, идущего по ночному городу с известной картины Рембрандта 1642 года.

## Дальнейшие изменения
В январе 2006 г. Дональд Рамсфилд объявил, что весь флот E-4B будет выведен из эксплуатации начиная с 2009 г. Изначально предполагалось, что ежегодно будет выбывать один самолёт и процесс вывода E-4B завершится в 2012 г. (или возможная замена на два Boeing C-32, модернизированных до уровня ВКП президента США на случай ядерной войны, стихийных бедствий и беспорядков).
13 января 2015 г. главный финансист министерства обороны Соединенных Штатов Майк МакКорд подал заявку в конгресс на перепрограммирование и модификацию коммуникационного оборудования, установленного на президентских лайнерах и воздушных командных пунктах управления всеми вооруженными силами США.

Два самолёта Boeing 747-200B (военное обозначение VC-25A), на которых летает глава государства, и четыре E-4B Nightwatch, являющиеся мобильными командными пунктами, должны получить высокоскоростной доступ в интернет, широкополосную спутниковую связь, а также специальные коммуникационные каналы высокой надежности и пропускной способности. Общая стоимость обновлений — $79 млн.

## Лётно-технические характеристики
- Экипаж = 60—114 чел.
- Длина = 70,5 м
- Размах крыла = 59,7 м
- Высота = 19,3 м
- Площадь крыла = 510 м²
- Вес пустого = 190 000 кг
- Максимальный взлётный вес = 370 000 кг
- Двигатели = 4 турбовентиляторных General Electric CF6-50E2
- Тяга каждого двигателя = 234 кН
- Макс. скорость = 969 км/ч
- Дальность полёта = 11 000 км
- Потолок = 14 000 м
- Нагрузка на крыло = 730 кг/м²